# Dewey F. Bartlett
Dewey F. Bartlett (Marietta, 1919. március 28. – Tulsa, 1979. március 1.) amerikai politikus, az Amerikai Egyesült Államok szenátora aki 1967-től 1971-ig Oklahoma 19. kormányzója volt. 1966-ban ő lett Oklahoma első római katolikus kormányzója, miután legyőzte a demokrata jelöltet, Preston J. Moore-t Oklahoma Cityből. Az 1970-es újraválasztáson David Hall tulsai ügyvédtől szenvedett vereséget az állam történetének legszorosabb választásán. 1972-ben beválasztották az Egyesült Államok szenátusába, ahol egy cikluson át szolgált. 1978-ban tüdőrákot diagnosztizáltak nála, és abban az évben nem indult az újraválasztáson. Két hónappal azután, hogy 1979-ben visszavonult a szenátusból, tüdőrák szövődményeibe halt bele.